# Dominique Régère
Pour les articles homonymes, voir Régère.
Dominique Théophile Régère de Montmore, dit Dominique Régère, né le 17 avril 1816 à Bordeaux et mort le 3 novembre 1893 à Paris, est un vétérinaire, journaliste, militant socialiste et membre de la Commune de Paris.

## Biographie
Il succède à son père vétérinaire à Bordeaux. En 1848, il fonde un journal socialiste La Tribune de la Gironde pour lequel la police l'inquiète. En 1852, il doit s'exiler et ne revient en France qu'en 1855 où il s'installe à La Brède (Gironde). En juin 1870, il s'installe à Paris, adhère à l'Association internationale des travailleurs.
Pendant le siège de Paris par les Allemands (septembre 1870-mars 1871), il est élu capitaine au 248e bataillon de la Garde nationale. Il est délégué au Comité central républicain des Vingt arrondissements par le Ve arrondissement. Le 26 mars il est élu au Conseil de la Commune, par ce même arrondissement. Il siège à la commission des Finances puis à celle des Services publics. Il vote pour la création du Comité de Salut public. Après la Semaine sanglante, il est arrêté en juillet et est condamné à la déportation dans une enceinte fortifiée en Nouvelle-Calédonie par le conseil de Guerre en septembre 1871. Il ne revient en France qu'après l'amnistie de 1880. Un de ses fils, Henri, a commandé un bataillon de la Garde nationale et a combattu pendant la Semaine sanglante ; il a été condamné à la même peine que son père par contumace.

### Notices biographiques
- Jules Clère, Les hommes de la Commune : Biographie complète de tous ses membres, Paris, Libraire-éditeur É. Dentu, 1871, xiv-195, 1 vol. in-18 (OCLC 457798492, lire en ligne sur Gallica), p. 146-148
  - Jules Clère, Les hommes de la Commune : Biographie complète de tous ses membres, Paris, Libraire-éditeur É. Dentu, 1871, 4e éd. (1re éd. 1871), vi-215, 1 vol. in-18 (lire en ligne sur Gallica), p. 162-164
- Paul Delion, Les membres de la Commune et du Comité central, Paris, A. Lemerre éditeur, août 1871, 446 p. (lire en ligne sur Gallica), p. 185-188
- Bernard Noël, Dictionnaire de la Commune, Coaraze, L'Amourier éditions, coll. « Bio », avril 2021 (1re éd. 1971), 799 p. (ISBN 978-2-36418-060-4, ISSN 2259-6976, présentation en ligne), p. 679-680
- « Notice Régère Dominique, Théophile [né Régère de Montmore] », sur maitron.fr, Le Maitron, dictionnaire bibliographique du mouvement ouvrier et du mouvement social, Association Les Amis du Maitron (consulté le 17 août 2021)
  - « Notice Régère Dominique, Théophile, dit Régère de Montmore », sur maitron.fr, Le Maitron, Association Les Amis du Maitron (consulté le 17 août 2021)